# Sonja Borovinšek
Sonja Borovinšek est une ancienne joueuse slovène de volley-ball née le 4 juillet 1980 à Maribor. Elle mesure 1,88 m et jouait au poste de centrale. 

## Clubs
| Club                     | De        | À         |
| ------------------------ | --------- | --------- |
| Nova KBM Branik          | 1999-2000 | 2001-2002 |
| Panellinios Athènes      | 2002-2003 | 2002-2003 |
| OK Sladki Greh Ljubljana | 2003-2004 | 2003-2004 |
| Philathletikos           | 2004-2005 | 2004-2005 |
| Dauphines Charleroi      | 2005-2006 | 2005-2006 |
| Panathinaikos Athènes    | 2006-2007 | 2006-2007 |
| Olympiakos Le Pirée      | 2007-2008 | 2007-2008 |
| Nova KBM Branik          | 2008-2009 | 2008-2009 |
| CSU Metal Galați         | 2009-2010 | 2009-2010 |
| AEK Athènes              | 2010-2011 | 2012-2013 |
| VK Prostějov             | 2013-2014 | 2015-2016 |

## Palmarès
- Championnat de Slovénie
  - Vainqueur : 2000, 2001, 2002, 2004, 2009.
- Coupe de Slovénie
  - Vainqueur : 2000, 2001, 2002, 2004.
  - Finaliste : 2009.
- Championnat de Belgique
  - Vainqueur : 2006.
- Coupe de Belgique
  - Finaliste : 2006.
- Championnat de Roumanie
  - Vainqueur : 2010.
- Championnat de Grèce
  - Vainqueur : 2007, 2012.
  - Finaliste : 2005, 2008, 2013.
- Coupe de Grèce
  - Finaliste : 2003, 2011, 2013.
- Super Coupe de Grèce
  - Vainqueur : 2012.
- Coupe de République tchèque
  - Vainqueur: 2014, 2015, 2016.
- Championnat de République tchèque
  - Vainqueur : 2014, 2015, 2016.